# باد لانغنزالتسا
باد لانغن زاسا (بالألمانية: Bad Langensalza) هي بلدة ألمانية تقع في ألمانيا في Unstrut-Hainich-Kreis. يقدر عدد سكانها بـ 18,567 نسمة .

## المدن التوأمة
مدن Oostkamp وباد ناوهايم هي مدن توأمة لـباد لانغن زاسا.

## أعلام
- ماركو إنغلهارت
- كونستانتين كراوز
- أوي بارث
- يوهان كريستيان ويغب
- كريستيان بيكيل